# Arkadag FK
Arkadag FK är en turkmensk fotbollsklubb baserad i Arkadag i provinsen Achal i Turkmenistan. Klubben spelar i Turkmenistans toppdivision, Ýokary Liga.

## Meriter
- Ýokary Liga[1]
  - Klubben var mästare (2): 2023, 2024
  - Silver:
  - Brons:

- Turkmenistanska cupen[2]
  - Vinnare (1): 2023
  - Finalist:

- Turkmenistanska supercupen
  - Vinnare:
  - Tvåa:

## Placering tidigare säsonger
| Säsong | Nivå | Liga        | Placering | Referens | Notering |
| ------ | ---- | ----------- | --------- | -------- | -------- |
| 2023   | 1    | Ýokary Liga | 1         | [ 3 ]    |          |
| 2024   | 1    | Ýokary Liga | 1         | [ 4 ]    |          |